# Diagnostics
Diagnostics — дебютный студийный альбом Technical Itch, вышедший 7 июня 1999 года на британском лейбле Moving Shadow (кат. номер: ASHADOW18CD).

## Об альбоме
По мнению музыкального портала Allmusic, с точки зрения жанра альбом относится электронной музыке, при этом отмечается стилистическое разнообразие треков: от электронной «старой школы» до даунтемпо.

## Список композиций
1. Focused (7:12)
2. Arced (6:30)
3. Array (3:42)
4. Era (6:57)
5. L.E.D. (6:41)
6. 1310 (6:02)
7. Reborn. Understanding Will Come With Training (7:33)
8. 1730 (6:43)
9. Darkhalf. I Wrote These Words But I Don’t Remember Doing It (7:48)
10. Roswell (6:40)
11. Intalude (1:26)
12. Shift (6:16)